# فيروسات غدانية
الفيروسات الغدانية أو فيروسات الجهاز التنفسي (باللاتينية: Adenoviridae) متوسطة الحجم (90-100 نانوميتر)، غير مغلفة (عارية) فيروسات متعددة السطوح، تتكون من قفيصة منواة وجينوم دنا ثنائي السلسلة، هناك 53 نمط مصلي يصيب البشر والمسؤولة عن 5 اٍلى 10 % من التهابات الجهاز التنفسي العلوي لدى الأطفال وعدد من الاٍصابات لدى البالغين كذلك.
الفيروسات الغدانية تصيب الكثير من الفقاريات ومنها الاٍنسان. اٍكتشفت لأول مرة في اللوزة البلعومية أو «اللحمية» (الغدانيات) للاٍنسان والتي أخدت اٍسمها منها وتصنف ضمن المجموعة الأولى من مخطط تصنيف بلتيمور

## التصنيف
هذه العائلة من الفيروسات تحتوي على هذه الأجناس:
- جنس فيروس الأتادينو, نوع الفصيلة : أوفين أدينوفايروس دي
- جنس فيروس الأفيادينو, نوع الفصيلة : طير فيروس الأدينو إي
- جنس فيروس الإشتادينو, نوع الفصيلة : فيروس الأدينو "سمك الحفش"
- جنس فيروس الماستادينو, نوع الفصيلة: فيروس الأدينو البشري سي
- جنس فيروس الساي أدينو, نوع الفصيلة: فيروس الأدينو الضفدعي

## التنوع
تصنيفات الفيروسات الغدانية قد تكون معقدة.
في البشر، هناك 55 فيروس يصيب البشر من (إتش إي دي في1 - 55) تندرج تحت سبع فصائل من فيروس الأدينو البشري من إي إلى جي 
- إي :12, 18, 31
- بي : 3, 7, 11, 14, 16, 21, 34, 35, 50, 55
- سي : 1, 2, 5, 6
- دي : 8, 9, 10, 13, 15, 17, 19, 20, 22, 23, 24, 25, 26, 27, 28, 29, 30, 32, 33, 36, 37, 38, 39, 42, 43, 44, 45, 46, 47, 48, 49, 51, 53, 54
- إي : 4
- إف : 40, 41
- جي :52

أنواع متنوعة تصيب الإنسان بأمراض مختلفه:
- أمراض الجهاز التنفسي خاصة مع النوع بي وسي
- التهاب الملتحمة في العين مع النوع بي ودي
- الالتهاب المعوي مع الأنماط المصلية 40 و 41

## التركيب

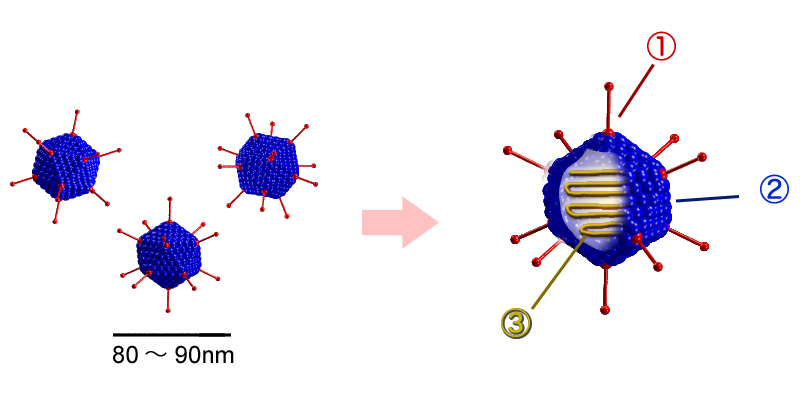
تركيب الفيروس الغداني. 1 = قاعدة البينتون
2 = الهكسون كابسوسمير, ,و 3= الجينوم الفيروسي (linear dsDNA)

الفيروسات الغدانية هي أكبر الفيروسات الغير مغلفه، وبسبب حجمها الكبير، لديها القدرة على الانتقال عبر الدخلول. الفيريون لديه خيوط خاصة متربطة مع كل قاعدة بينتوز في القفيصة (انظر الصورة في الأسفل) التي تساعدها على الالتصاق بالخلية المراد مهاجمتها عبر المستقبل الفيروسي في الخلية المضيفة.
في عام 2010 أعلن العلماء أنهم إكشتفوا تركيب الفيروس الغدني البشري على المستوى الذري وصنعوا أفضل صورة ممكن حتى الآن عنه. يتكون الفيروس من مليون حمض نووي تقريباً ويزن 150 دالتون.

## الجينوم
الجينوم لهذا الفيروس هي خطي، يتكون من خطين من الدي إن إي غير متقطعة ويحتوي على 26 إلى 45 زوج قاعدي وهذا يجعل الفيروس يحتوي على 22 إلى 44 جين. بالرغم من أن هذا الرقم يجعل الفيروس أكبر من أغلب في الفيروسات في تصنيف بلتيمور يبقى من الفيروسات البسيطة ويعتمد بشكل كبير في البقاء والتكاثر على الخلية المستضيفة أو المهاجمة.أحد صفاته المميزة أن لديه بروتين في النهاية '5 لكل جينوم خطي، تستخدم لبداية التكاثر للفيروس وتتأكد من أن النهايتين لكل جينوم خطي قد تم نسخها بشكل صحيح للفيروس الجديد.

الرسم التخطيطي لجينوم الفيروس الغدي, تظهر الجينات الأولية (E)و الجينات المتأخرة (L).

## التكاثر
الفيروسات الغدانية لديها جينوم خطي، ولديها القدرة على التكاثر في نواةالثديات باستخدام مصنع الخلية نفسها المخصص للتكاثر.
دخول الفيروس للخلية يتطلب خطوتين من التفاعلات بين الفيروس والخلية.الدخول للخلية يكون عن طريق الليف المرتبط بقاعدة البينتون في الفيروس والذي يرتبط بالمستقبل الخاص للخلية. المستقبلات المعروفة حتى الآن هي اثنين : سي دي 46 لمجموعة بي من الفيروسات، وسي إي آر لباقي جميع الفيروسات الأخرى.هناك بعض التقارير تشير إلى بعض الخلايا المناعية وحمض السياليك قد تساعد في عملية الالتصاق بالمستقبل أيضاً.بعد الالتصاق تأتي الخطوة الثانية عندما يبدأ عنصر خاص في قاعدة البينتون للتفاعل مع إنتغرين الخاص بالخلية.

## التشخيص
يعتمد التشخيص على الأعراض والتاريخ المرضي. الاختبارات ضرورية في الحالات الخطيرة فقط. تشمل الاختبارات فحوصات الدم، مسحات العين والأنف أو الحلق، اختبارات عينة البراز وصور الصدر بالأشعة السينية. في المختبر، يمكن التعرف على الفيروس الغداني من خلال اكتشاف المستضد، تفاعل البوليميراز المتسلسل، عزل الفيروسات والاختبارات المصلية. حتى في حال العثور على الفيروس الغدي، فقد لا يكون هو المتسبب في الأعراض بالضرورة. يمكن لبعض الأفراد الذين يعانون من نقص المناعة أن يستمروا في إفراز الفيروس لأسابيع دون أن تظهر عليهم أي أعراض.

## الأخماج
تؤدي معظم حالات العدوى بالفيروس الغدي إلى التهابات في الجهاز التنفسي العلوي. غالبًا ما تظهر عدوى الفيروس الغدي على شكل التهاب الملتحمة والتهاب اللوزتين (والتي قد تبدو تمامًا مثل التهاب البلعوم بالعقديات ولا يمكن تمييزها إلا عن طريق زرع عينة من مفرزات الحلق) والتهابات الأذن والخناق. يمكن أن تسبب الفيروسات الغدية من النوعين 40 و 41 أيضًا التهاب المعدة والأمعاء. الترافق بين التهاب الملتحمة واللوزتين هو الأكثر شيوعًا في حال العدوى بالفيروس الغدي.
يمكن أن يصاب بعض الأطفال (خاصة الأصغر سنًا) بالتهاب القصيبات الغدي أو ذات الرئة، وكلاهما يمكن أن يكون شديدًا. يمكن للإصابة بالفيروسات الغدية لدى الأطفال أيضًا أن تسبب نوبات سعال تشبه تمامًا السعال الديكي. يمكن أن تسبب الفيروسات الغدية أيضًا التهاب السحايا الفيروسي أو التهاب الدماغ. في حالات نادرة، يمكن أن تسبب الفيروسات الغدية التهاب المثانة النزفي (التهاب المثانة البولية - وهو شكل من أشكال عدوى المسالك البولية - مع وجود دم في البول).
يتعافى معظم الأشخاص من العدوى بالفيروس الغدي تلقائيًا دون علاج، لكن العدوى بالفيروس الغدي لدى الأشخاص الذين يعانون من نقص المناعة يمكن أن تكون مميتة، ونادرًا ما تسبب الوفاة لدى الأصحاء. قد يكون السبب أن العدوى بالفيروس الغدي أحيانًا من شأنها أن تسبب اضطرابات قلبية. في إحدى الدراسات على سبيل المثال، كانت بعض العينات المأخوذة من القلب عند مرضى اعتلال عضلة القلب التوسعي إيجابية لوجود الفيروس الغدي من النوع 8.
غالبًا ما تنتقل الفيروسات الغدية عن طريق البلغم، ولكن يمكن أيضًا أن تنتقل عن طريق الاحتكاك بشخص مصاب، أو عن طريق جزيئات الفيروس المتروكة على أشياء مثل المناشف ومقابض الصنابير. قد يستمر إفراز الفيروس في البراز لدى بعض الأشخاص المصابين بالتهاب المعدة والأمعاء الفيروسي لعدة أشهر بعد زوال الأعراض. يمكن أن ينتقل الفيروس عبر المياه في حمامات السباحة غير المعقمة بالكلور بالشكل الكافي.
كما هو الحال بالنسبة للعديد من الأمراض الأخرى، فإن غسل اليدين بشكل جيد أحد وسائل الوقاية من انتقال العدوى بالفيروس من شخص إلى آخر. الحرارة والمنظفات كفيلة بالقضاء على الفيروسات القابعة على الأغراض.